# Tučňák patagonský
Tučňák patagonský (Aptenodytes patagonicus) je po tučňáku císařském druhým největším tučňákem a zároveň představují jediné dva zástupce rodu Aptenodytes. Oba ptáci jsou si svým vzhledem natolik podobní, že zmiňují-li se o nich samotní autoři naučné literatury nebo přírodovědných magazínů, tak často s chybně vyobrazeným druhem. Kromě jejich podobného a pestrého zbarvení jsou specifičtí i tím, že snášejí jen jedno velké vejce a vychovávají tak jediné mládě za jednu chovnou sezónu. Tučňák patagonský hnízdí především na subantarktických ostrovech v regionu Antarktické konvergence.
Druh je vysoký 85–95 cm a pokud nehladoví, váží až 15–21 kg. Samice bývá nižší než samec a stejně tak i méně váží. Živí se především malými rybami a hlavonožci, ale součástí jeho jídelníčku je i kril a jiní korýši. Svou kořist loví ve více než 100 metrových hloubkách, přičemž se v případě potřeby dokáže ponořit do hloubky větší než 300 metrů.
Má neobvykle dlouhý chovný cyklus trvající 14–16 měsíců, a tak vychová za každé tři roky pouze dva potomky. Svého partnera mění prakticky po celý život a páry uzavírá převážně pro konkrétním období hnízdění. Hnízdit začíná v období antarktického léta, tedy v září až listopadu. Mládě se líhne po 52–56 dnech inkubace. Prvních 30–40 dnů je rodiči nepřetržitě střeženo, ale v nástupu zimy je opuštěné a utváří s vrstevníky tzv. školky. Rodiče je krmí v dlouhých intervalech a mláďata tak hladoví a ztrácí na váze. V říjnu dochází k opětovnému zvýšení množství potravy a jsou rodiči krmeni podstatně častěji. V prosinci jsou mláďata plně opeřena a vydají se samostatně lovit na moře. Schopni reprodukce jsou asi ve 3–6 letech.

## Poddruhy
Od roku 1911 jsou obecně uznávány poddruhy tučňáka patagonského, a to podle údajné genetické odlišnosti, z někdejšího výzkumu ornitologa Williama Mathewse:
- Aptenodytes patagonicus patagonicus (obývající jižní část Atlantského oceánu)[3][4]
- Aptenodytes patagonicus halli (obývající jižní část Indického oceánu)[4][5]

Poddruhy se mohou nepatrně lišit výškou těla, nebo v rozměrech končetin či zobáku. Na první pohled jsou ale prakticky totožní.

## Výskyt
Tučňák patagonský hnízdí především na subantarktických ostrovech s nadmořskou výškou od 433 do 2745 metrů, v oblasti Antarktické konvergence;
- poddruh Aptenodytes patagonicus patagonicus hnízdí v Jižní Georgie, Jižních Sandwichových ostrovech, Falklandských ostrovech a vzácněji se dostává až na břehy Argentiny, Brazílie nebo jižního Chile (například do oblasti Ohňové země).[3][7]
- poddruh Aptenodytes patagonicus halli obývá ostrovy Crozetovy, Kergueleny, Heardův ostrov a McDonaldovy ostrovy, a dále ostrovy Prince Edwarda, ostrov Marion a ostrov Macquarie. Menší kolonii můžeme zpozorovat i na Bouvetově ostrově.[5][7]

Mimo hnízdní období se ptáci toulají až k Antarktidě, Austrálii, Novému Zélandu či k Jižní Africe nebo Jižní Americe (zde nevelký počet párů může taktéž zahnízdit).

## Popis

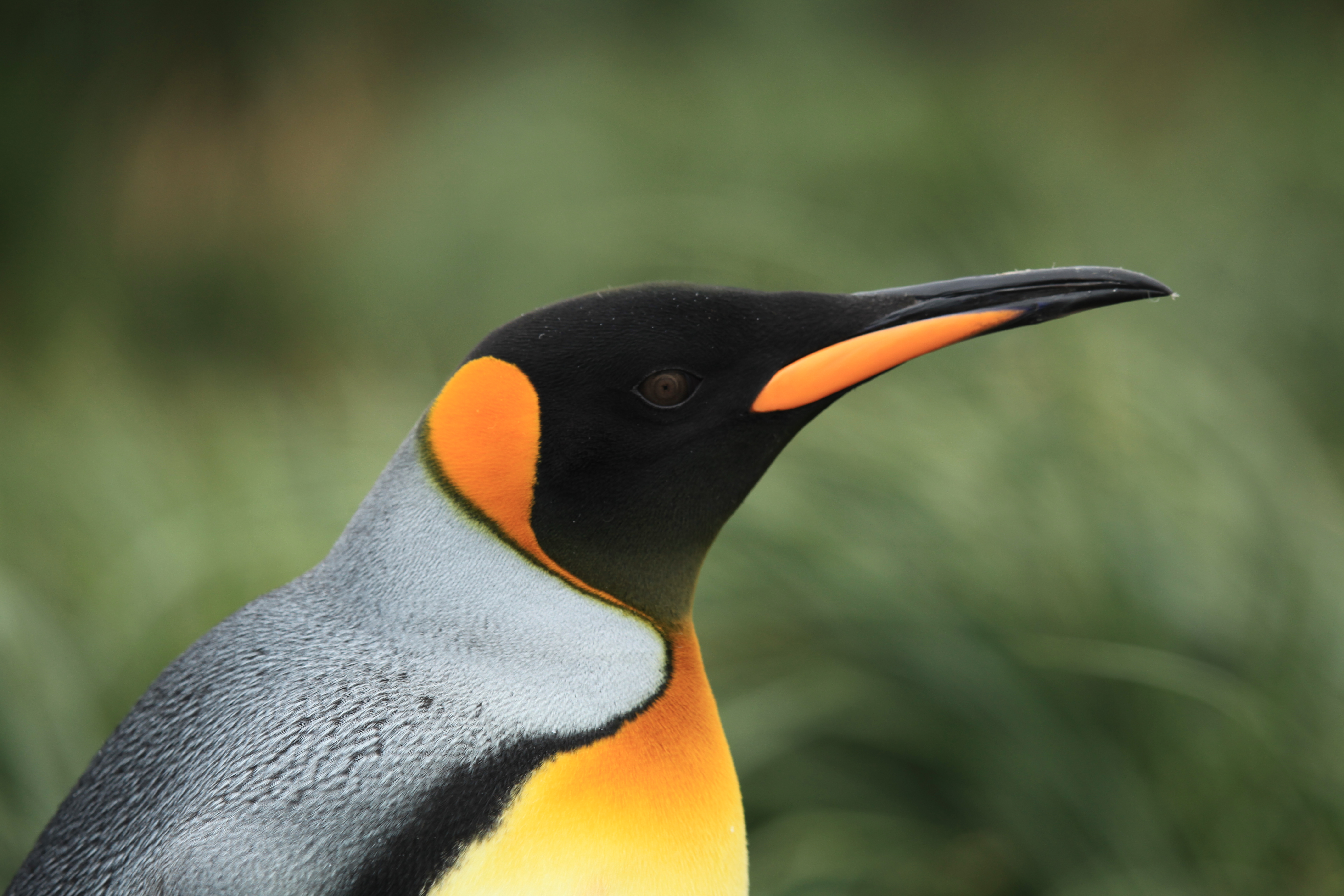
Oranžové skvrny po stranách zobáků mají schopnost odrážet ultrafialové světlo (UV), a pravděpodobně slouží k signalizaci pohlavní zralosti, zdravotního stavu nebo sociálního postavení jedince

Tučňák patagonský je vysoký 85–95 cm, přičemž samice bývá nižší než samec – mívají i menší či užší zobák nebo křídla. Váha tučňáka patagonského je proměnlivá v závislosti na ročním období; pokud nehladoví, dosahuje váhy 15 až 21 kg, přičemž obvyklá váha samice se pohybuje mezi 9,3 až 12,8 kg, a váha samce mezi 14,1 až 18 kg. Průměrná hmotnost dospělého je pak 11,8 kg.
Dospělý tučňák patagonský má modravě šedá záda, a kromě hlavy je přední část žlutavá nebo bílá. Přední část těla je od zadní částí těla podélně dělena úzkým černým pruhem. Na krku a hrudi má žlutooranžové skvrny, které slouží při námluvách k upoutání samic, stejně jako lžícovitá kresba po stranách hlavy. Vnitřní část křídel je bílá. Náběžné hrany jsou široce ohraničené černo-modrou barvou, stejně jako jejich špička. Duhovka je tmavě hnědá a víčka jsou neopeřená a zbarvena do šedi. Nohy mají tmavě šedé až černé. Zobák je štíhlý a dlouhý až 13 cm. Po jeho stranách se táhnou oranžové až purpurové skvrny reflektující ultrafialové záření (UV), a pravděpodobně slouží k signalizaci pohlavní zralosti, zdravotního stavu nebo sociálního postavení jedince (u mladých, pohlavně nevyzrálých ptáků se tato funkce neprokázala).
Mláďata jsou zprvu čokoládově hnědá. Od dospělých se ale i v definitivním šatu liší opeřením sytě černým, a především nevýrazným, po stranách světlým a do žluta zbarveným zobákem, který by měl mít úplnou podobu až ve věku dvou let. Pohlavně vyzrálí jsou ve 3–6 letech. V zajetí se tučňák patagonský dožil až 26 let.

## Chování

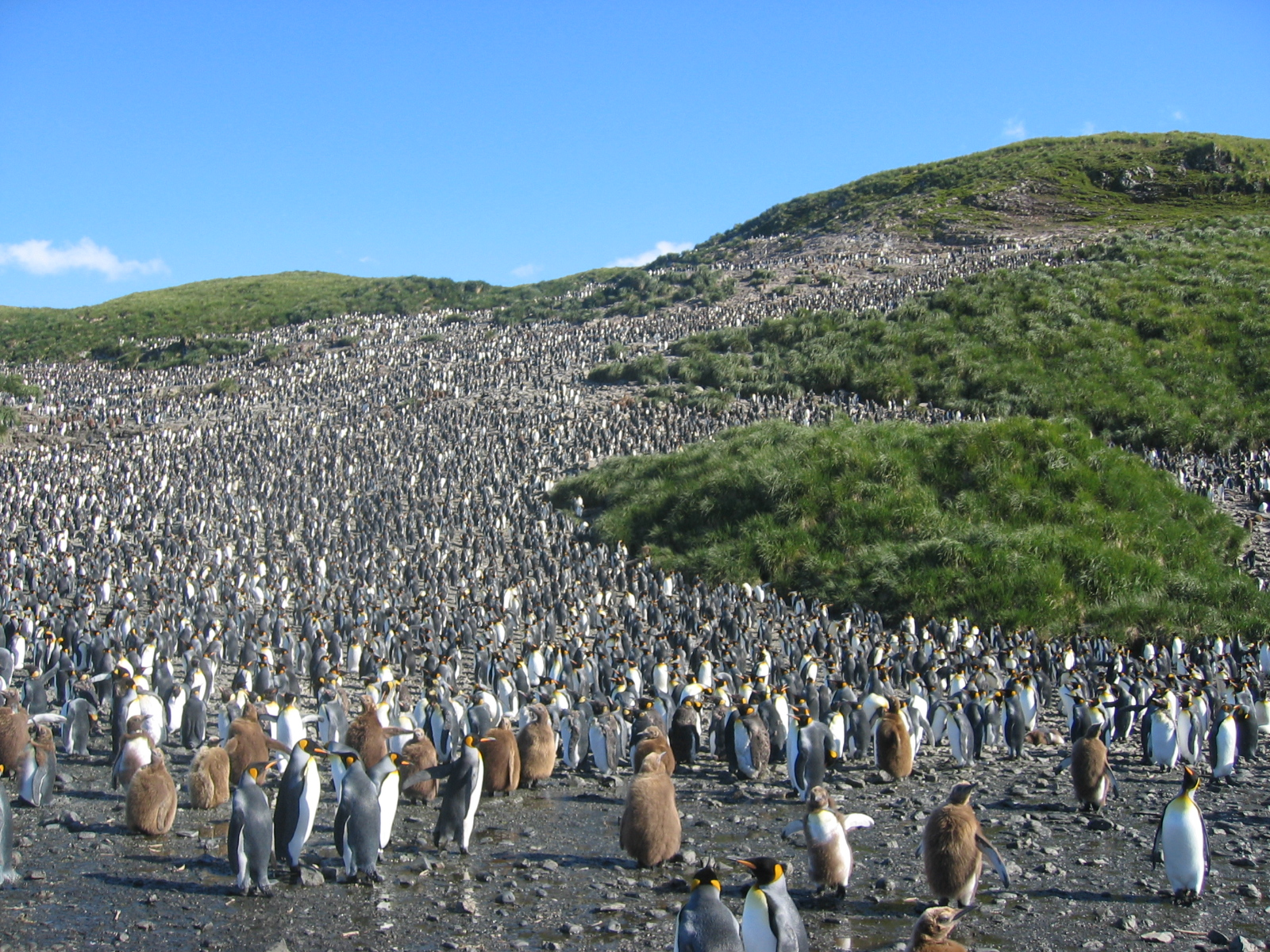
Kolonie tučňáků patagonských (dospělý s hnědě opeřenými mláďaty)

Tučňák patagonský má neobvykle dlouhý chovný cyklus trvající 14–16 měsíců. Z tohoto důvodu vychová za každé tři roky jen dva potomky. Mění svého partnera prakticky po celý svůj život, a páry uzavírá převážně pro konkrétní období hnízdění – nanejvýš spolu tentýž pár hnízdí asi 2–3 chovné sezóny. Nestaví si ani zcela prostá hnízda, ale postává pouze na rovinaté půdě v blízkosti moře – vejce a mládě do určitého stáří, je pak zahříváno v teplé obrácené kapse nacházející se v břišní části těla. Přesto si každý jedinec brání asi 0,5 metrový prostor kolem sebe, který by neměl nezvaný host narušit. Hnízdí ve velkých koloniích čítajících až 39 000 párů.

### Potrava a způsob lovu

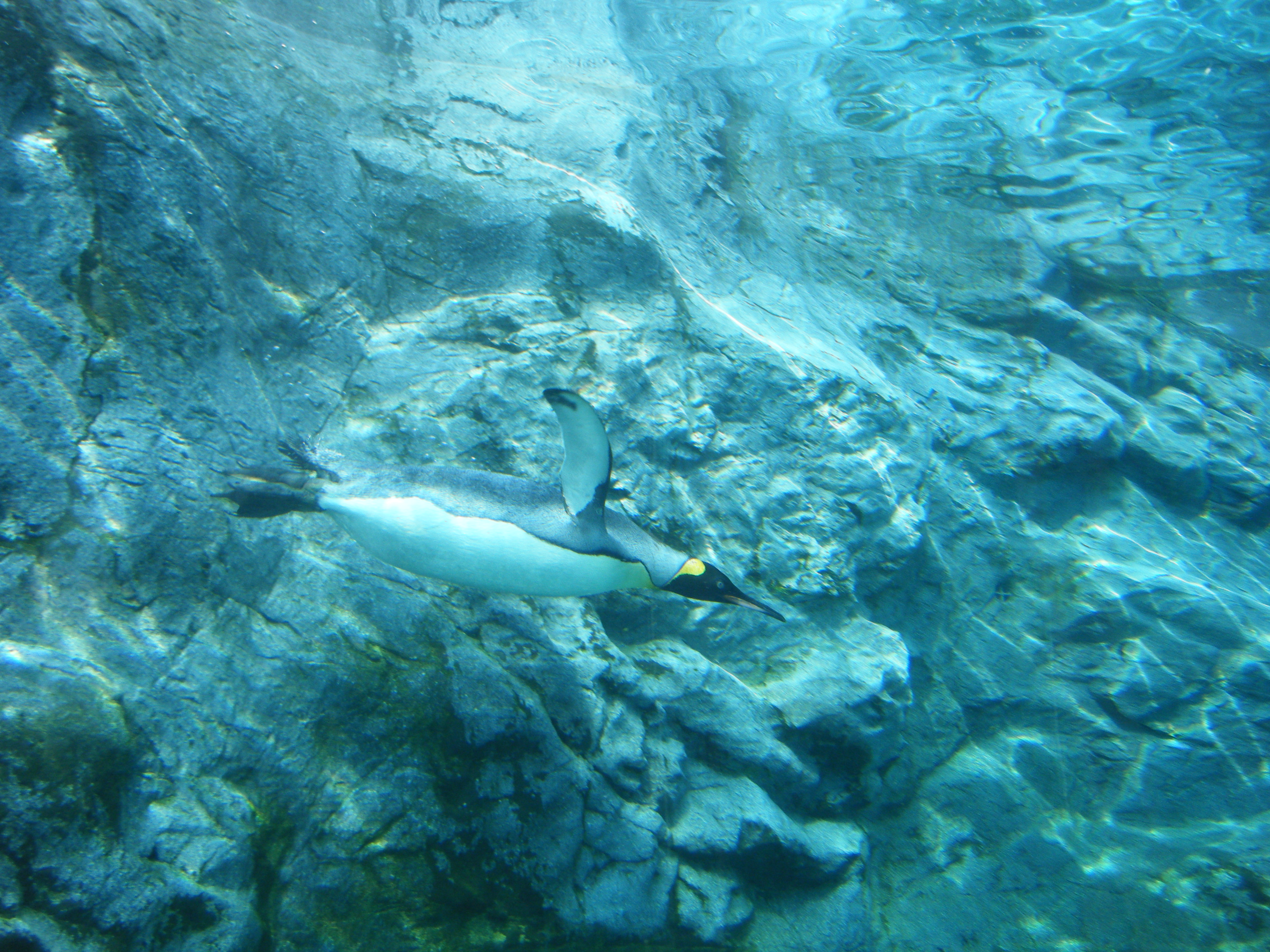
Pod vodou v Japonské Asahiyama Zoo

Tučňák patagonský se živí zpravidla rybami, a to především lampovníkem Carlsbergovým (Electrona carlsbergi), lampovníkem Anderssonovým (Krefftichthys andressoni) či lampovníkem Tenisonovým (Protomyctophum tenisoni). Avšak v zimních měsících (červenec–srpen) vyhledávají výhradně hlavonožce, především pak krakatici Kondakovu (Kondakovia longimana), nebo druhy Psychroteutis glacialis či Martialia hyadesii. Usuzuje se, že je takováto kořist výživnější nežli ryze rybí. V zásadě se ale tučňák patagonský živí tím, co je v určitém období dostupné. 
Kořist je obvykle 2–18 cm velká. Během rozmnožování loví ve vzdálenosti 180 km od hnízdiště, zatímco v mimo hnízdním období se může potulovat až 500 km daleko od domoviny. Kořist pronásleduje rychlostí 2–12 km/h (v závislosti na právě probíhající akci při lovu), a potápí se do hloubky více než 300 metrů (průměrně do 100 metrů). Studie na Falklandských ostrovech provedena okolo roku 2005, zaznamenala doposud nejvyšší ponor v hloubce 343 metrů z více než 20 000 měřených potápění. Při denním světle se potápí hlouběji nežli při setmění, kdy zpravidla nepřekročí 30 metrovou hloubku – předpokládá se, že nemá natolik přizpůsobený zrak, nebo se tak vyhýbá predátorům, kteří jsou při setmění aktivnější. Pod vodou vydrží asi 6–10 minut a ponořování je uskutečňováno až 150krát za sebou. Způsob, kterým se tučňák patagonský projevuje při potápění, je podobný písmenu „U“, při kterém se pták ponoří do určité hloubky v níž setrvá polovinu celého času a následně se vynoří, a dále písmenu „W“ či „V“ značící ponoření pod určitým úhlem a rychlé vynoření nad hladinu.

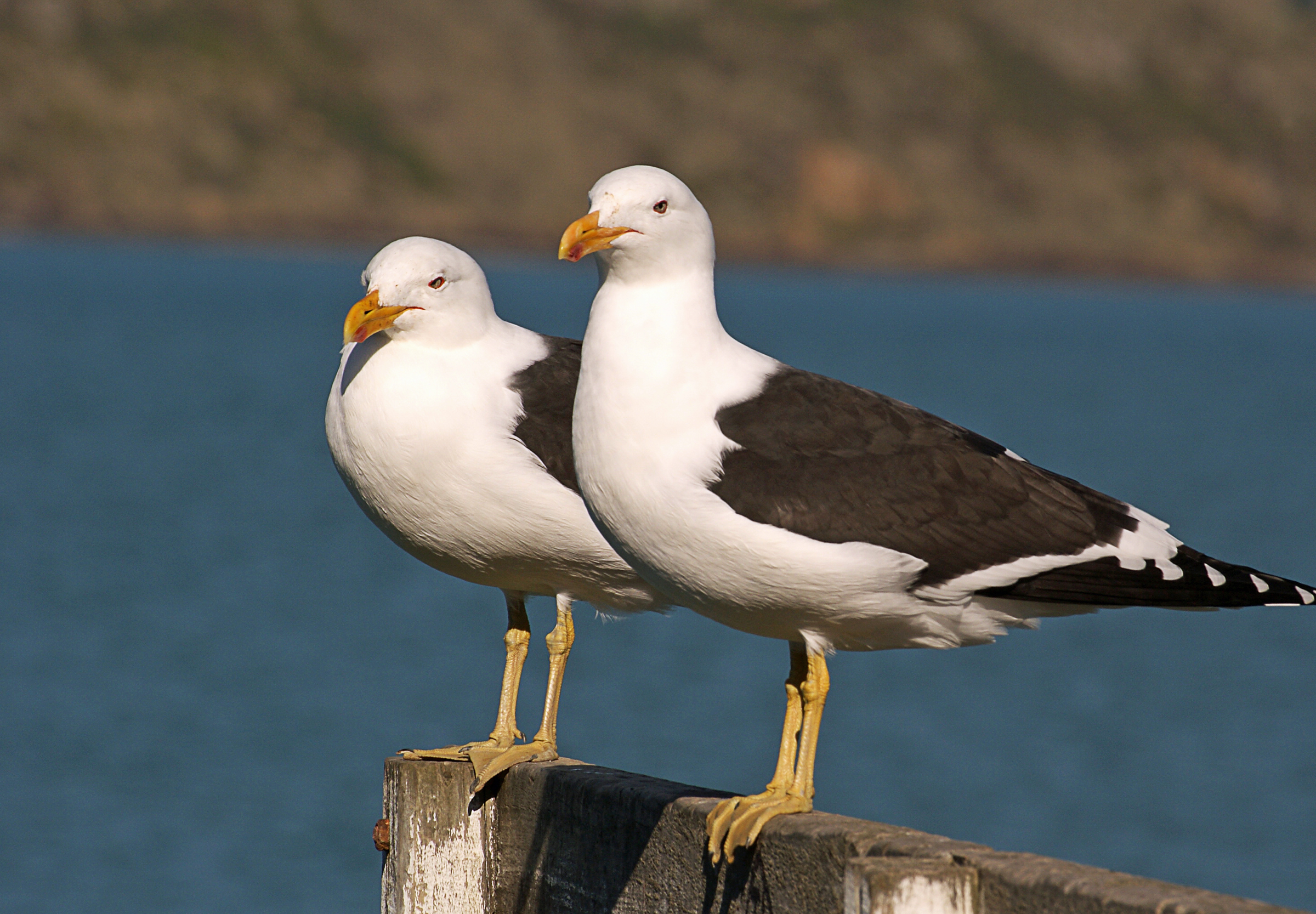
Racek jižní (Larus dominicanus) patří mezi přirozené predátory, živící se především malými nebo nemocnými mláďaty tučňáka patagonského

### Přirození predátoři
Na mořském působení ohrožuje tučňáka patagonského především tuleň leopardí (Hydrurga leptonyx), kosatka dravá (Orcinus orca) nebo lachtani (Otariidae), obzvláště pak lachtan antarktický (Arctocephalus gazella)  Na souši se pak na vejcích a mláďatech přiživují draví ptáci, jakožto buřňák obrovský (Macronectes giganteus), štítonos světlezobý (Chionis albus) racek jižní (Larus dominicanus) a v neposlední řadě chaluha subantarktická (Catharacta antarcticus lonnbergi). Tito masožraví ptáci využívají těžkého období pro mláďata v zimních měsících, kdy jsou osamocena, zesláblá nízkým příjmem potravy, a tak snadná k uštvání.

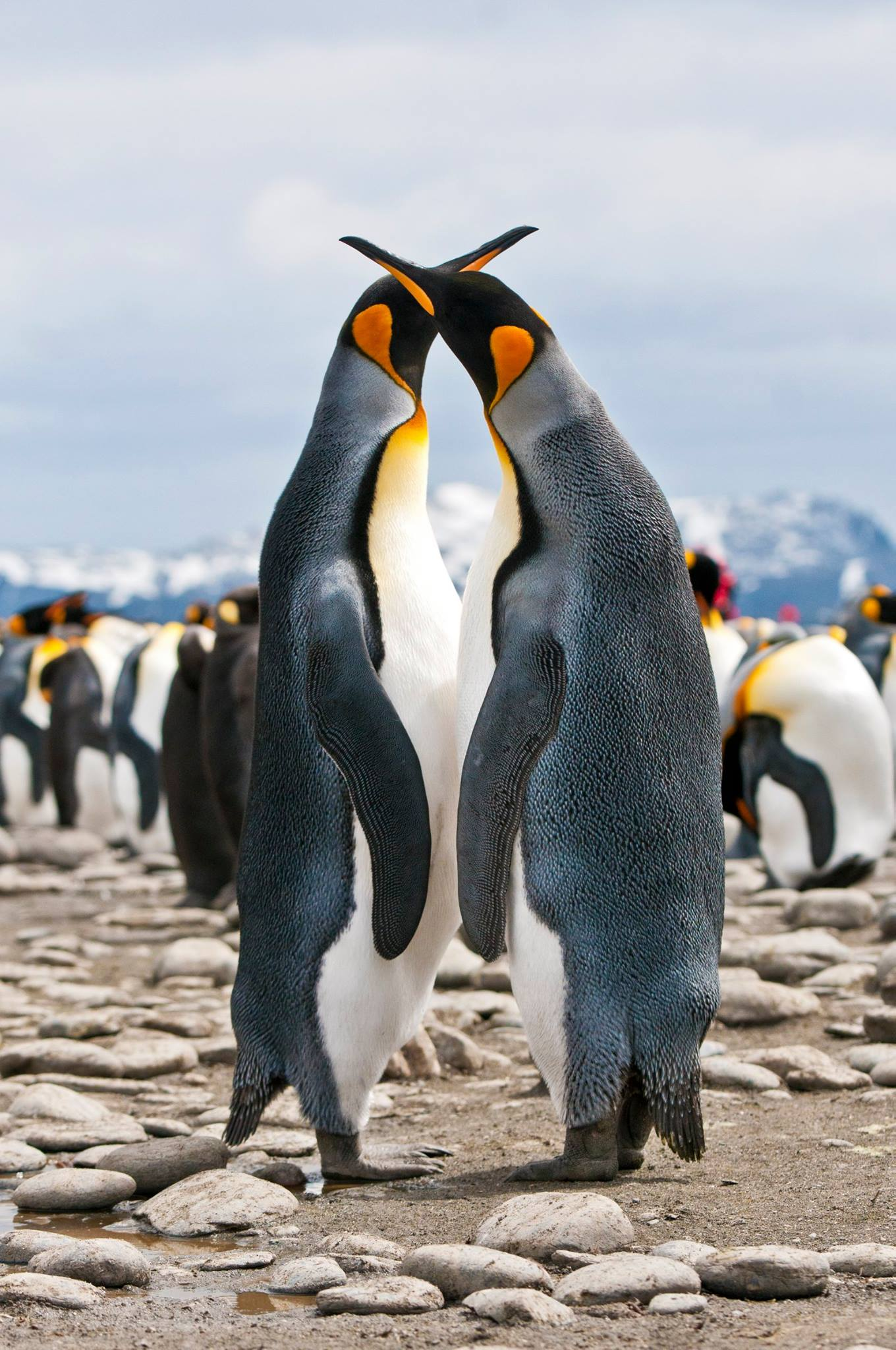
Pár tučňáků patagonských při seznamovacím rituálu

### Rozmnožování a chov mláďat
Hnízdit začíná v období antarktického léta, tedy v září až listopadu. Při námluvách láká samec potenciální družku troubením se zdviženu hlavou. Pokud ta má zájem, následuje ho, zatímco samec provádí tzv. reklamní pochod, při kterém kývá hlavou ze strany na stranu.

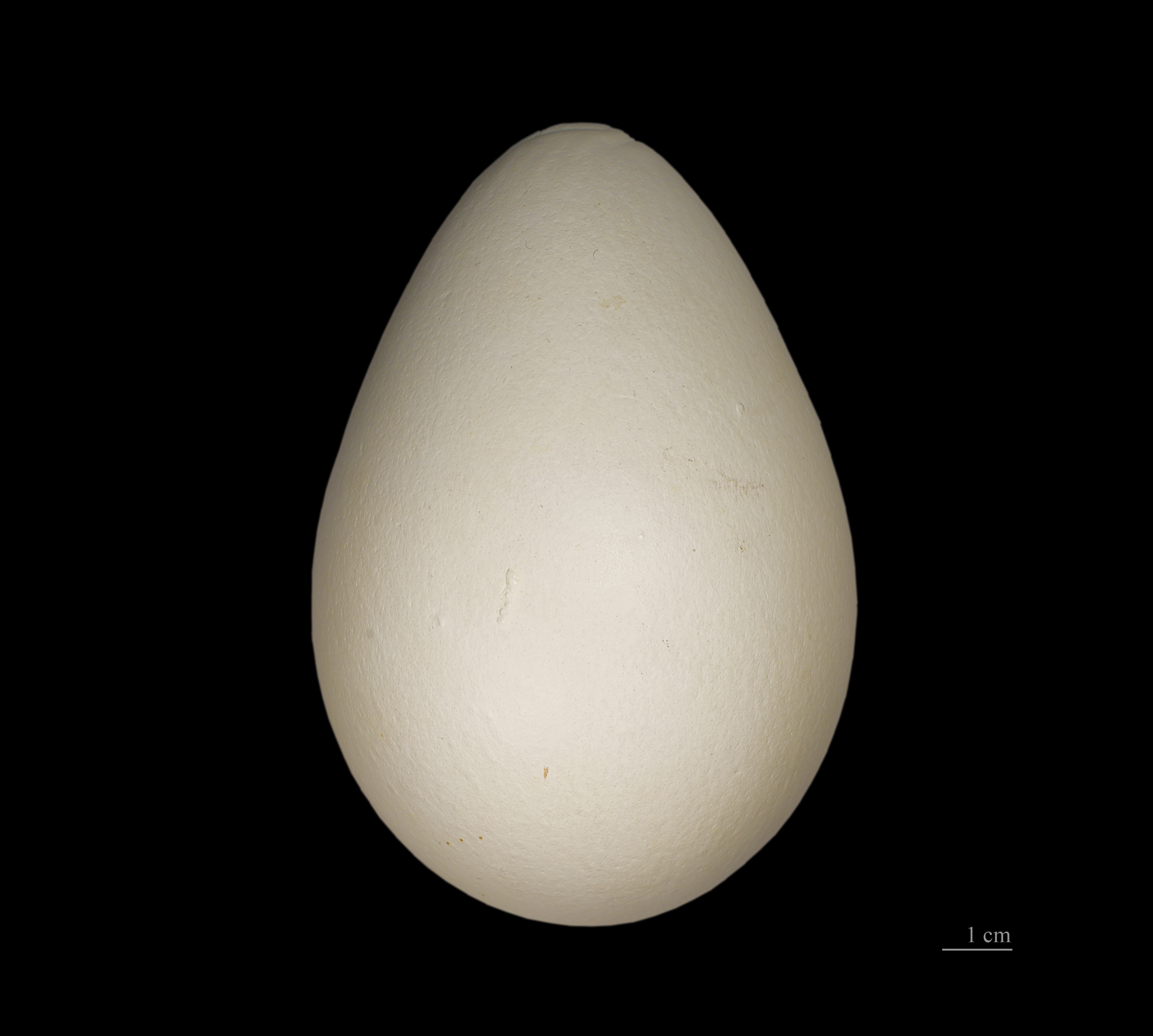
Vejce tučňáka patagonského (Aptenodytes patagonicus)

Kdykoli mezi listopadem až březnem snese samice jedno velké vejce o velikosti přibližně 10 cm × 7 cm a váze zhruba 300 gramů, a předá jej samci. Ten si vejce překutálí na nohy, čímž jej izoluje od chladné země, a takto jej překryje kožním záhybem, jenž je v místě kontaktu s vejcem neopeřený. V sezení na vejci se oba rodiče střídají zhruba v pětidenních intervalech. Mládě se líhne po 52–56 dnech, a vyklubání ze skořápky může trvat až 72 hodin. 
Po vylíhnutí mládě dosahuje váhy asi 430 gramů a skrývá se prvních 30–40 dnů pod kožním záhybem na nohou svých rodičů, protože si není schopné regulovat teplotu svého těla. Během prvních asi pěti týdnů naslouchá potomek svým rodičům, které ho učí společným rozpoznávacím tónům, jež budou důležité v pozdějším období chovu. Občas se mládě odhodlává prozkoumávat blízké okolí, ale pravidelně se na nohy rodičů vrací za účelem krmení a spánku. Na péči o potomka se podílí obě pohlaví (jeden vždy hlídá a druhý loví potravu).
Mládě do konce dubna přepelichá do druhého prachového peří a přibere na hmotnost kolem 11 kg. Nyní dochází k nástupu zimy, k sníženému množství potravy v moři a odchodu obou rodičů z hnízdní kolonie. Mláďata se proto sdružují do takzvaných školek, kde jejich těsný kontakt zmenšuje výdej tepla. V tomto období je rodiče krmí jen každý druhý až čtvrtý týden. Mláďata proto zhubnou na přibližně 2/3 původní hmotnosti, a tak ta, jež dosahovala hmotnosti nižší než 10 kg, zimu zpravidla nepřečkají a uhynou.
V říjnu dochází k opětovnému zvýšení množství potravy, kvůli oteplení povrchové vody (do hloubky 250 metrů) a množícímu se planktonu, který přiláká především různé druhy ryb. Rodiče tak přicházejí nakrmit své potomky podstatně častěji. V průběhu prosince je prachové peří mláďat nahrazeno juvenilním (plně funkčním a nepromokavým), a vydávají se samostatně lovit na moře. Schopni reprodukce jsou asi ve 3–6 letech.

## Populace a ohrožení
V přírodě se stabilně rozmnožuje pravděpodobně více než jeden milión párů a řadu let je zaznamenáván globální populační růst. Červený seznam ohrožených druhů (IUCN) k roku 2018 uváděl, že je tučňák patagonský neohrožený (málo dotčený) na základě těchto kritérií:
- zeměpisný rozsah je větší než 20 000 kilometrů čtverečních
- populace přesahuje nad 10 000 jedinců
- populace roste

V současnosti (k roku 2020) nečelí tučňák patagonský žádnému většímu nebezpečí. Případnou hrozbou může být kolísává potravní dostupnost vlivem komerčních rybolovů, nebo v důsledku globálního oteplování. Zdá se ale, že populace na ostrově Île aux Cochons (tzv. Prasečí ostrov) se za posledních 30 let rapidně snížila o téměř 90 % (o 60 000 chovných párů), jak potvrdila analýza za pomoci vrtulníků a satelitních snímků z let 2015–2017. Příčinou může být změna ekosystému pravděpodobně způsobená současnou změnou klimatu – jejich běžná potrava je více vzdálená od míst, kde se rozmnožují a tučňáci jsou jednak vyčerpáni delšími trasami a hlavně se prodlužuje doba, kdy se potrava dostane k mláďatům. Z těchto důvodů si mohla řada tučňáků vyhledat vhodnější oblasti a hnízdí tam.

## Experiment
Ve 30. letech 20. století byli tučňáci patagonští odchyceni v Jižní Georgii a odvlečeni na opačný konec světa, do severního Norska (Lofoty). Tento experiment, jehož Iniciátorem byl lovec velryb Helge Helgesen, měl odpovědět na otázku, zda se tito ptáci dokážou rozmnožovat na severní polokouli, tedy v relativně stejných podmínkách jako mají na polokouli jižní. Ptáci se však pouze rozprchli, k odchovu zjevně nikdy nedošlo a od roku 1949 již nebyli v dané oblasti spatřeni. Za největší příčinu neúspěchu se považuje malý počet jedinců, který zde zkusila výprava vypustit, jelikož se jedná o druh hnízdící v obrovských koloniích.

## Odraz v kultuře
Kromě dokumentárních snímků se živí tučňáci patagonští ukázali třeba ve filmu Batman se vrací (angl. Batman Returns) natočeném v roce 1992, kde ztvárňují věrné poskoky zlomyslného šéfa, který si říká „tučňák“.